# Zakrucze
Zakrucze – wieś w Polsce położona w województwie świętokrzyskim, w powiecie jędrzejowskim, w gminie Małogoszcz.
| SIMC    | Nazwa             | Rodzaj    |
| ------- | ----------------- | --------- |
| 0249596 | Leśniczówka       | część wsi |
| 0249604 | Ława              | osada     |
| 0249610 | Pniak             | część wsi |
| 0990439 | Stacja Małogoszcz | osada     |

W latach 1975–1998 miejscowość administracyjnie należała do województwa kieleckiego.